# André Ooijer
André Antonius Maria Ooijer (født 11. juli 1974 i Amsterdam, Holland) er en tidligere hollandsk fodboldspiller, der sidst spillede som midterforsvarer hos den hollandske Æresdivisons-klub AFC Ajax. Han har repræsenteret klubben siden 2010. Han har tidligere spillet for FC Volendam, Roda JC, PSV Eindhoven samt engelske Blackburn. Han stoppede karrieren i sommeren 2012.
I sin tid hos PSV Eindhoven var Ooijer med til at vinde fem hollandske mesterskaber og én pokaltitel.

## Landshold
Ooijer nåede at spille 55 kampe og score 3 mål for Hollands landshold, som han debuterede for den 5. juni 1999 i en venskabskamp mod Brasilien. Inden da havde han allerede som reserve været med til VM i 1998. Han har sidenhen været med til både VM i 2006, EM i 2008 samt VM i 2010.

## Titler
Æresdivisionen
- 2000, 2001, 2003, 2005 og 2006 med PSV Eindhoven

Hollands pokalturnering
- 2005 med PSV Eindhoven